# Phanetta
Phanetta là một chi nhện trong họ Linyphiidae.